# Maschalismos
 (octobre 2009).
Si vous disposez d'ouvrages ou d'articles de référence ou si vous connaissez des sites web de qualité traitant du thème abordé ici, merci de compléter l'article en donnant les références utiles à sa vérifiabilité et en les liant à la section « Notes et références ».
Le maschalismos (μασχαλισμός) est une coutume hypothétique ayant pour but d'empêcher physiquement les morts de revenir au monde des vivants et de les hanter dans la forme de morts-vivants. Le mot vient du grec ancien et fut aussi le terme pour les lois et règles régissant cette coutume dans le droit coutumier grec.
Les actes considérés maschalismos ne sont pas limités aux retours physiques à la vie, mais visent aussi à échapper la malveillance des victimes. Une méthode courante est de couper les pieds, les mains, les oreilles, le nez, etc., et de les attacher avec une corde aux aisselles, entourant le torse du cadavre.
L'existence de cette coutume ne fait pas l'objet d'un consensus parmi les chercheurs, et plusieurs d'entre eux remettent en question son existence, qui serait un artefact dû à une interprétation biaisée et inexacte de textes et d'objets archéologiques ,.
Le perçage des pieds d'Œdipe enfant lorsqu'on l'abandonne peut se considérer un maschalismos sur un être vivant. Dans les tragédies Les Choéphores et Électre (d'Eschyle et Sophocle, respectivement), Clytemnestre fait un maschalismos sur le cadavre d'Agamemnon après le meurtre de celui-ci pour éviter toute vengeance. Dans certaines versions du mythe de Jason, le diasparagmos, consistant à démembrer le corps d'Apsyrtos, est remplacé par un maschalismos [réf. souhaitée].
Le terme de maschalismos s'est étendu pour inclure les coutumes d'autres cultures impliquant la mutilation des cadavres des morts pour éviter que ceux-ci n'affectent les vivants.
Dans les îles Moluques une femme ayant décédé lors d'un accouchement est enterrée avec des épingles forcés dans les articulations et un œuf sous le menton ou les aisselles. Ceci est dû à la croyance que les morts volent comme les oiseaux et que les œufs raviveront les instincts maternels, faisant que la morte n'abandonnera pas les œufs et restera donc dans son ancien corps. En Europe il était parfois courant d'enterrer les personnes suicidées avec un pieu perforant le cœur, le corps mis à l'envers, ou la tête coupée et mise entre les jambes. Les Omaha, Amérindiens de l'Amérique du Nord, entaillaient les pieds des personnes tuées par la foudre. Les Basotho et Bechuana d'Afrique coupent les ligaments et moelle épinière de leurs morts. Les aborigènes de Herbert River en Australie battent les cadavres jusqu'à casser les os et remplissent des incisions avec des pierres.[réf. nécessaire]